# Wrzesień 2014

## 28 września
- Zwycięzca Maratonu Berlińskiego – Kenijczyk Dennis Kimetto ustanowił wynikiem 2:02:57 nowy rekord świata w biegu maratońskim[1].

## 27 września
- Co najmniej 54 osoby zginęły po wybuchu wulkanu Ontake w Japonii (tvp.info)

## 21 września
- Reprezentacja Polski zdobyła złoty medal Mistrzostw Świata w Piłce Siatkowej Mężczyzn 2014, pokonując w finale reprezentację Brazylii 3:1[2]

## 19 września
- Ogłoszono wyniki referendum niepodległościowego w Szkocji. Za odłączeniem się Szkocji było 44,70% głosujących, za pozostaniem 55,30%, frekwencja wyniosła 84,59% (BBC)
- Kinowa premiera filmu Jana Komasy pt. Miasto 44 (NaTemat)

## 18 września
- Odbyło się referendum niepodległościowe w Szkocji.

## 14 września
- Alberto Contador wygrał 69. edycję wyścigu kolarskiego Vuelta a España[3].
- Stany Zjednoczone pokonały wynikiem 129:92 Serbię w finale mistrzostw świata w koszykówce mężczyzn, tym samym amerykańscy koszykarze obronili tytuł wywalczony na mistrzostwach z 2010 roku. (sport.pl)

## 10 września
- Została odkryta Gaia14aaa, pierwsza supernowa zaobserwowana przez obserwatorium Gaia. W skład zespołu odkrywców (ang. Gaia Science Alert Team) wchodzili astronomowie z obserwatorium astronomicznego UW: Łukasz Wyrzykowski i Zuzanna Kostrzewa-Rutkowska (PAP, ESA)

## 9 września
- Premier Polski Donald Tusk złożył dymisję swojego rządu w związku z wybraniem go na przewodniczącego Rady Europejskiej. (tvp.info)

## 8 września
- Chorwat Marin Čilić wygrał turniej wielkoszlemowy US Open w grze pojedynczej mężczyzn. Čilić w finale zmierzył się z Kei Nishikorim i pokonał go wynikiem 6:3, 6:3, 6:3. (sport.pl)

## 7 września
- Amerykańska tenisistka Serena Williams została triumfatorką wielkoszlemowego turnieju US Open w grze pojedynczej kobiet. W finale pokonała ona Dunkę Caroline Wozniacki wynikiem 6:3, 6:3.[4]

## 4 września
- W wieku 81 lat zmarła Joan Rivers – amerykańska aktorka, gospodyni programów talk-show i bizneswoman. (Time)

## 3 września
- Astronomowie z Uniwersytetu Hawajskiego odkryli, że Droga Mleczna jest częścią supergromady 100 razy większej, niż dotychczas sądzono. Nazwano ją Laniakea. (Science Daily), (Nature)